# Agriogomphus jessei
Agriogomphus jessei là loài chuồn chuồn trong họ Gomphidae. Loài này được Williamson mô tả khoa học đầu tiên năm 1918.